# Дзержинський Владислав Едмундович
Владислав Едмундович Дзержинський (пол. Władysław Dzierżyński, рос. Владислав Эдмундович Дзержинский; 11 березня 1881, маєток Оземблово, Ошмянського повіту, Віленська губернія (тепер Дзержиново за 15 км від міського селища Івенець Воложинського району Мінської області Білорусі) — 20 березня 1942, Згеж, Польща) — польський лікар, невролог і психіатр, професор Катеринославського університету, доктор медичних наук, автор першого польського академічного підручника з неврології, полковник медичної служби Війська Польського, молодший брат Фелікса Едмундовича Дзержинського.

## Віхи біографії

Герб Дзержинських «Сулима»

### Росія
Син дрібномаєтного дворянина, власника хутора Дзержиново, вчителя гімназії Едмунда Йосиповича Дзержинського та Елени Гнатівни Янушевської Дзержинської. Був восьмою дитиною в сім'ї та молодшим братом майбутнього радянського політичного діяча Фелікса Дзержинського.
1892 року вступив до гімназії у місті Вільно, потім продовжив навчання в першій гімназії в Санкт-Петербурзі, яку закінчив 1900 року. У тому ж році вступив на медичний факультет Московського університету. 1905 року отримавши диплом, став працювати в психіатричній лікарні. З 1908 року — ординатор Московської неврологічної клініки у професора В. К. Рота. 1911 року захистив докторську дисертацію за темою «Над-, філо-та гістогенез наднирників».

### Україна
1913 року очолив земську лікарню Харківської губернії. 1915 року Владислав стає доцентом кафедри неврології і психіатрії Харківського університету.
Був серед організаторів університету в Катеринославі. 1919 року отримав звання професора.
Оскільки Владислав засуджував дії більшовиків і старшого брата, «Залізний Фелікс» попередив брата, що якщо той "не вкоротить свого язика", він розстріляє його першим з Катеринославської «контрреволюційної банди». Оскільки, Владислав не взяв до уваги погрози брата, той у 1919 р. заарештував Владислава, і революційна трійка засудила його до розстрілу. Випадково довідався про цей вирок Володимир Ленін та велів Феліксу його відпустити.
1920 року пан Дзержинський був обраний деканом медичного факультету, а 1921 року він став проректором Катеринославського університету.

### Польща

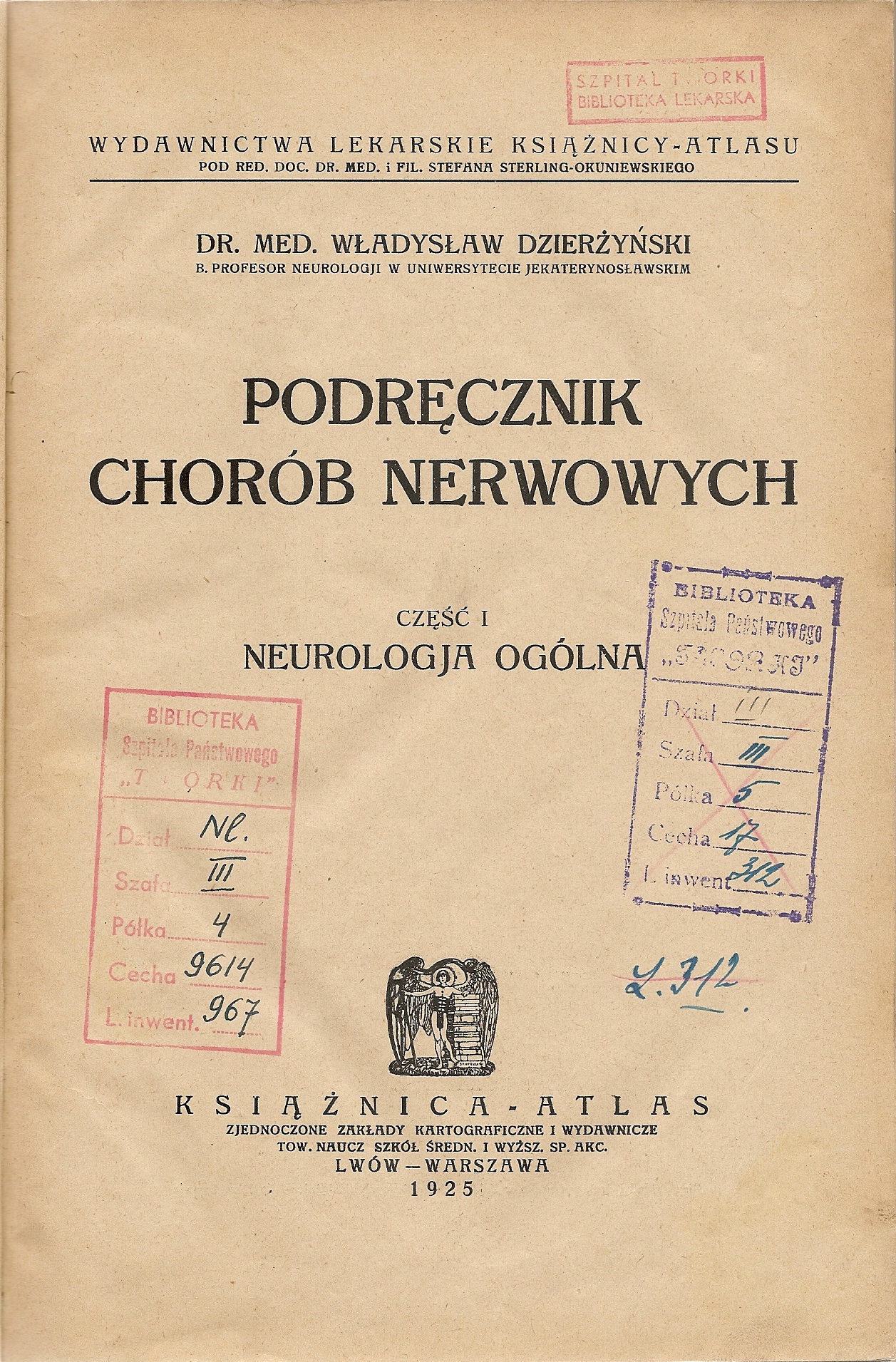
«Podręcznik chorób nerwowych. Część I: Neurologia ogólna» («Підручник нервових хвороб. Частина І: загальна неврологія», Львів-Варшава, 1925

1922 року Владислав Дзержинський виїздить на проживання в Польщу, де був зарахований до резерву медичної служби Війська Польського. 3 травня того ж року, призваний на дійсну військову службу. Проходив службу в окружному шпиталі № 10 в Перемишлі. 1924 року, після закінчення служби, обрав кар'єру військового медика і залишився в армії. 1 січня 1931 року йому було присвоєно чин полковника корпусу санітарних офіцерів.
З 1930 Владислав Дзержинський — старший ординатор відділу неврології окружного госпіталю в Лодзі. 30 червня 1934 року вийшов у запас. Після завершення військової служби продовжував свою медичну практику як ординатора неврологічного відділення лікарні соціального страхування Лодзі.
Нагороджений Золотим Хрестом Заслуги.

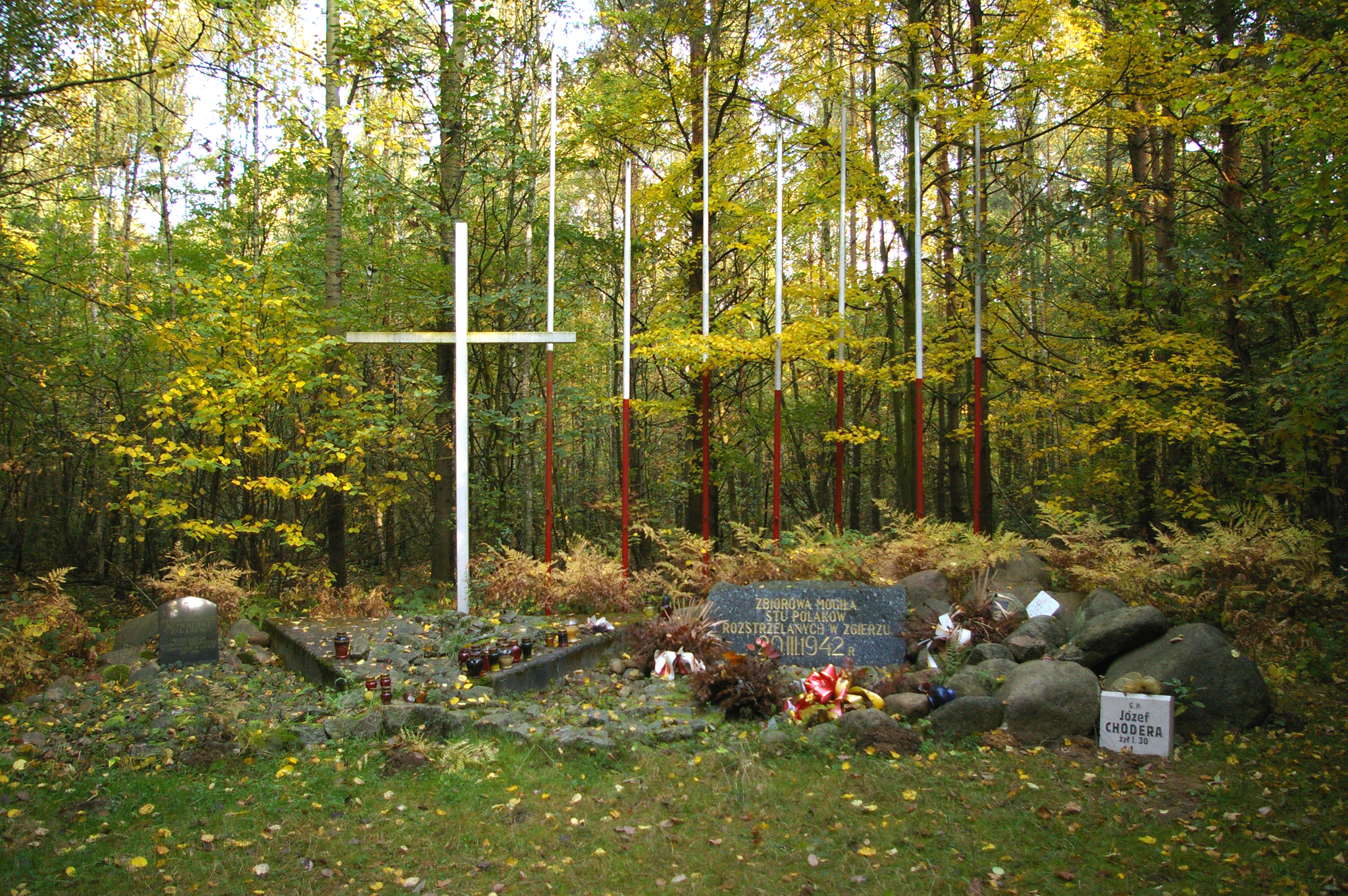
Ліс в Люцмежу біля Згежа, могила «Ста страчених»

20 березня 1942 В. Е. Дзержинський був заарештований німецькими службами безпеки і як брат російського революціонера, засновника ВНК РСФРР і одного з організаторів «червоного терору» — Фелікса Дзержинського розстріляний — під час страти 100 інших поляків у м. Згеж. Тіла жертв розстрілу поховані в лісі поряд з дорогою Згеж — Озоркув.
Сьогодні на згадку про місце поховання поставлений невеличкий обеліск біля дороги.